# Новосибирский академический симфонический оркестр
Новосибирский академический симфонический оркестр — российский симфонический оркестр, базирующийся в Новосибирской филармонии. Звание «академический» носит с 1982 года.
Создан в 1956 г. и на протяжении более чем полувека работал под управлением своего основателя, дирижёра Арнольда Каца. После его кончины с 2007 года оркестром руководит литовский дирижёр Гинтарас Ринкявичюс. С оркестром работают также приглашённые дирижёры Фабио Мастранжело и Томас Зандерлинг.
В истории оркестра — широкий круг гастрольных поездок по территории СССР и основным европейским странам, а также японские гастроли 1997 и 2001 года.
Дискография оркестра советских времён включала музыку разных народов и эпох, от Генри Пёрселла до Леонарда Бернстайна. В качестве солистов с оркестром записывались скрипачи Игорь Ойстрах, Захар Брон, Вадим Репин, Игорь Ойстрах, певицы Нелли Ли, Раиса Котова и др. Традицией для оркестра стала работа с произведениями Сергея Танеева: в советское время высокое признание получили танеевские записи Арнольда Каца, а в последние годы — запись комплекта симфонических произведений (в том числе впервые — все четыре симфонии) осуществил с коллективом Томас Зандерлинг.
К настоящему времени оркестром сыграно уже более пяти тысяч концертов, в которых звучала музыка от Баха и добаховской эпохи до наших дней: венские классики, немецкие романтики, Чайковский, Мусоргский, Рахманинов, Римский-Корсаков, Скрябин, Шостакович, Прокофьев, Шнитке, Свиридов, Губайдулина, Денисов, Канчели, Равель, Дебюсси, Вагнер, Малер, Брукнер, Шуберт, Шенберг, Р.Штраус, Стравинский, Айвз, Варез и многие, многие другие.
С Новосибирским академическим симфоническим оркестром выступали и выступают дирижёры: (в алфавитном порядке) Э. Ахмедов, А.Ведерников, В.Гергиев, М.Горенштейн, А.Дмитриев, М.Иноуе, Д.Китаенко, К.Кондрашин, А.Лазарев, Д.Лисс, В.Нельсон, К.Пендерецкий, В.Спиваков, Г.Рождественский, Б.Шкембри, М.Янсонс;
солисты: Д.Алексеев, Б.Андрианов, А.Баева, А.Бараховский, Д.Башкиров, Ю.Башмет, М.Биешу, А.Бузлов, П.Бурчуладзе, М.Венгеров, Э.Вирсаладзе, Д.Герингас, Э.Гилельс, А.Гиндин, Н.Гутман, Б.Давидович, С.Догадин, М.Дробинский, Д.Илларионов, Л.Исакадзе, О.Каган, Я. Кацнельсон, А.Князев, Л.Коган, И.Коновалов, С.Крылов, В.Лаврик, П.Лаул, П.,Р.,К. Лисициан, Н.Луганский, М.Майский, Д.Мацуев, Е.Мечетина, Л.Мясникова, Е.Нестеренко, Д.Ойстрах, И.Ойстрах, М.Овруцкий, А.Палей, Н.Петров, М.Плетнев, В.Репин, С.Рихтер, М.Рысанов, М.Ростропович, Ю.Ситковецкий, В.Спиваков, Г.Соколов, А.Соловьяненко, З.Соткилава, Л.Тимофеева, В.Третьяков, Ю.Фишер, Д.Хворостовский, В.Холоденко, Д.Шаповалов, Д.Шварцберг и многие другие выдающиеся музыканты.

## Главные дирижёры
- 1956—2007 — Арнольд Кац
- 2007—2016 — Гинтарас Ринкявичюс
- 2017—2022 — Томас Зандерлинг
- 2022— наст.вр. — Димитрис Ботинис

## Зарубежные гастрольные поездки
Начавшись в 1970 г. (Болгария), зарубежная гастрольная деятельность оркестра активно продолжается все последующие годы: 
- 1978 г. — Италия;
- 1981 г. — Финляндия;
- 1982 г. — Италия;
- 1986 г. — Югославия;
- 1988 г. — Шотландия, Англия;
- 1989 г. — Германия, Болгария;
- 1990 г. — Испания, Португалия, Югославия, Германия;
- 1991 г. — Италия;
- 1992 г. — Франция, Шотландия, Англия;
- 1993 г. — Хорватия, Германия, Австрия, Франция;
- 1994 г. — Испания, Франция, Голландия, Бельгия, Англия;
- 1995 г. — Франция, Шотландия, Англия;
- 1996 г. — Италия, Испания, Франция, Швейцария;
- 1997 г. — Германия, Австрия, Япония
- 1998 г. — Франция, Бельгия, Люксембург, Швейцария
- 1999 г. — Франция, Словакия, Германия, Италия
- 2001 г. — Япония, Франция, Швейцария
- 2006 г. — Франция, Испания, Швейцария
- 2008 г. — Франция, Бельгия, Швейцария
- 2012 г. — Китай, Германия, Польша, Литва, Эстония
- 2014 г. — Испания

## Награды
- Благодарность Министра культуры и массовых коммуникаций Российской Федерации (24 января 2006 года) — за многолетний добросовестный труд, заслуги в развитие музыкального искусства и в связи с 50-летием со дня основания Академического симфонического оркестра Новосибирской государственной филармонии[1].